# آبشار لاتون
آبشار لاتون بارز اوُ، ۱۵ کیلومتری جنوب شهرستان آستارا، شهر لوندویل روستای کوته کومه استان گیلان جای گرفته‌است. ارتفاع تقریبی آبشار لاتون ۱۰۵ متر است که به لحاظ بلندی، مرتفع‌ترین آبشار ایران به حساب می‌آید.
علاوه بر آبشار اصلی، آبشاری دیگر در ۱۰ متری آن قرار دارد که ۶۵ متر ارتفاع دارد و سرریز آب آن نسبت به آبشار اصلی بیشتر و پر عرض تر است. در بالا دست آبشار بزرگ لاتون، سه حوض بزرگ طبیعی با سه آبشار ۱۰ متری وجود دارد.
این آبشار در سال ۱۳۹۹ در فهرست آثار ملی ایران ثبت شد.

## مسیر صعود
فاصله از روستای کوته کومه تا آبشار حدود ۶ کیلومتر است که در مدت طی این مسافت ۳/۵ ساعتی در حدود ۷۵۰ متر ارتفاع زیاد می‌شود.
مسیر صعود آبشار تپه‌هایی جنگلی و بسیار زیباست که در طول مسیر چشمه‌های فراوانی با آبی خنک و نوشیدنی دیده می‌شود. انتهای مسیر نیز دارای پرتگاه‌هایی خطرناک و مرگبار است. آبشار از فاصلهٔ ۶۰۰ متری قابل رویت است
در مسیر صعود به آبشار لاتون به روستای قدیمی آسیو شوان می‌رسیم که تقریباً خالی از سکنه است. به زبان تالشی، آسیو به معنی آسیاب و شوان به معنی کنار رودخانه می‌باشد.
در حاشیهٔ آبشار یکی از زیباترین جنگل‌های متراکم بکر و دست‌نخوردهٔ گیلان با انبوهی از درختان آلو، به، گلابی، گردو، فندق و سیب وحشی وجود دارد که در ۹ ماه از سال سرسبزی و زیبایی خود را حفظ می‌کند.
از تنوع جانوری اطراف آبشار نیز می‌توان به گرگ، گراز، خرس (نادر)، جوجه تیغی، اسب، گاو، و… اشاره کرد.

## سرچشمه آبشار
این آبشار از دامنه‌های شرق کوه اسپیناس «اسپینه» سرچشمه گرفته و به رودخانهٔ لوندویل که با طول ۱۷ کیلومتر خود نیز از کوه اسپیناس «اسپینه» سرچشمه گرفته سرازیر می‌شود و با شیب تندی به سمت کوته کومه و لوندویل حرکت کرده و در آخر وارد دریای کاسپین می‌شود.

## مستند
مستند سرریز آسمان توسط بابک مجیدی در ۲۶ دقیقه به سفارش شبکه استانی باران در مورد آبشار لاتون کلید خورده‌است.

## نگارخانه

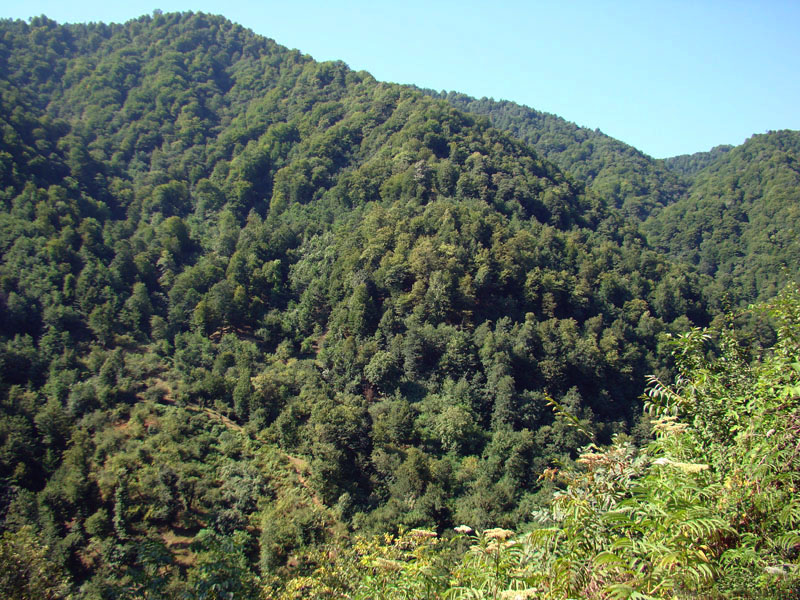
جنگلهای سرسبز لاتون
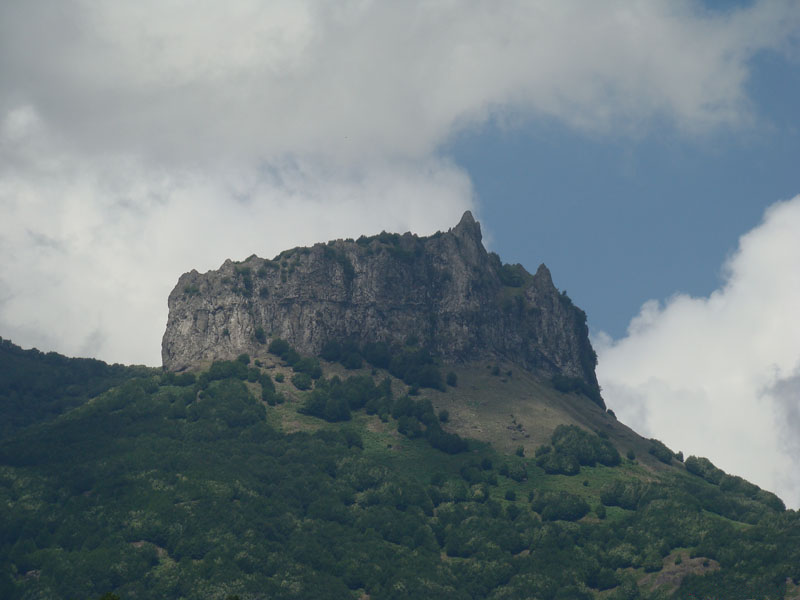
قله اسپیناس لاتون
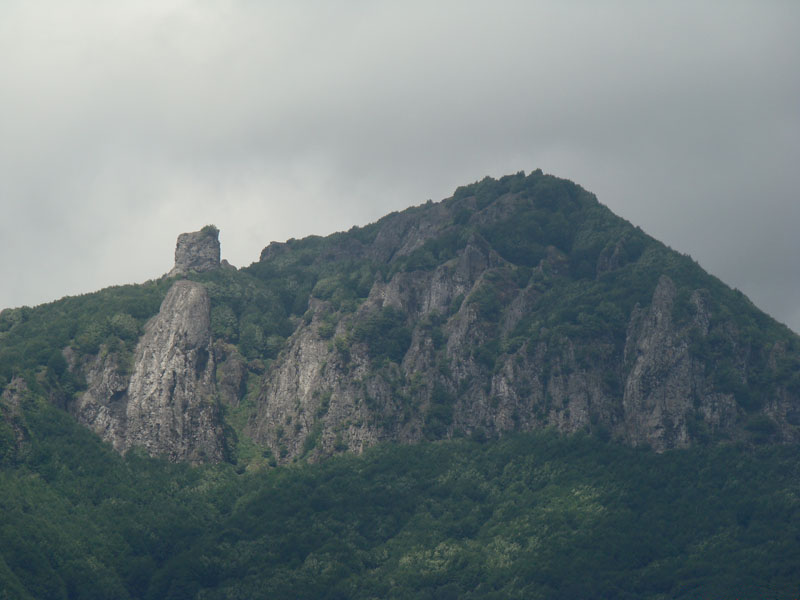
کوه‌های لاتون
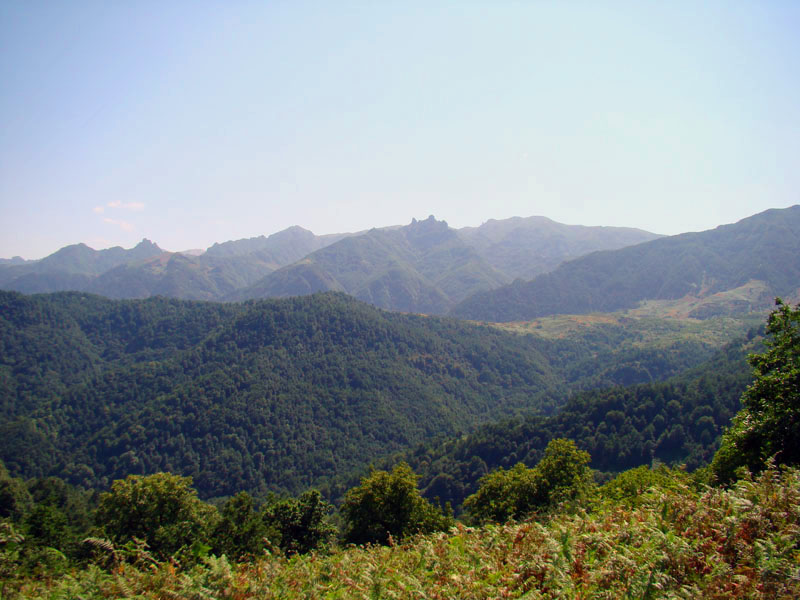
جنگلهای سرسبز لاتون
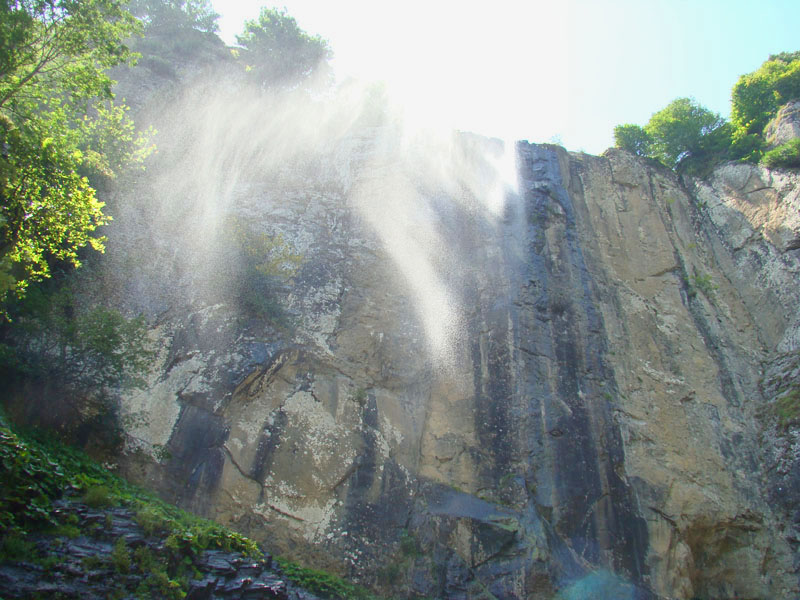
نمایی از زیر آبشار لاتون
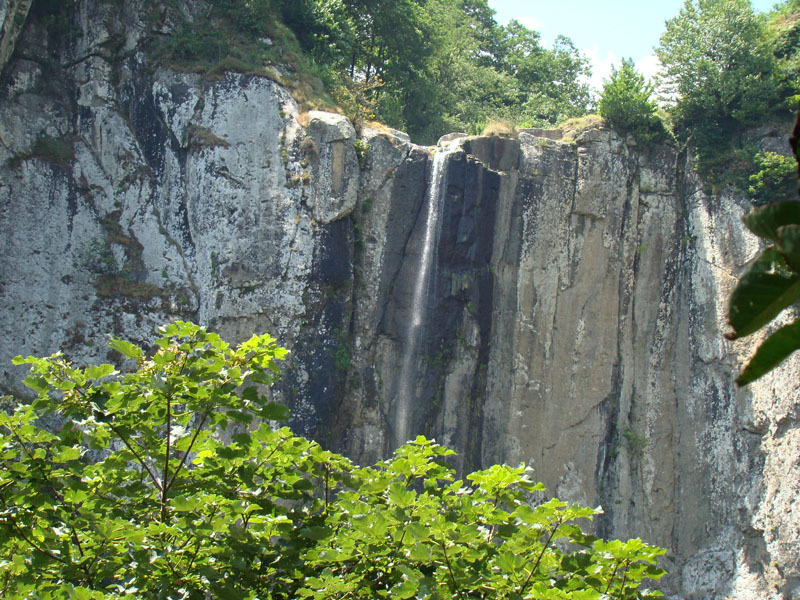
نمایی از آبشار لاتون
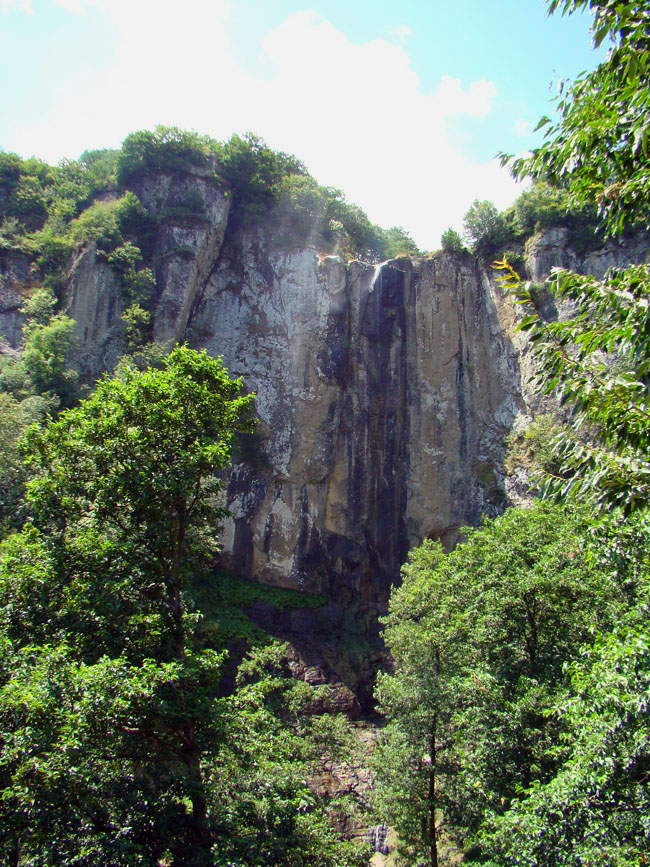
نمایی از آبشار لاتون
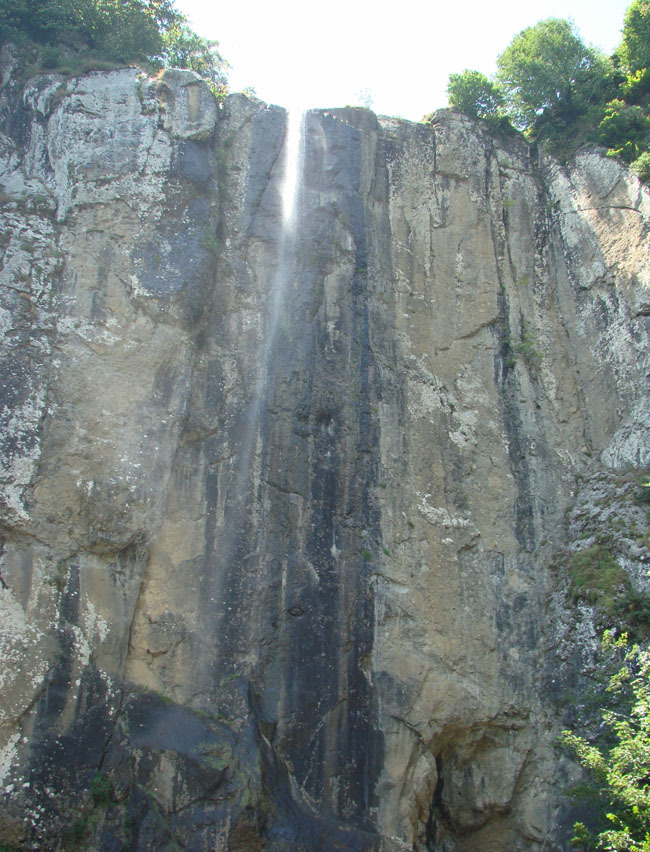
نمایی از آبشار لاتون
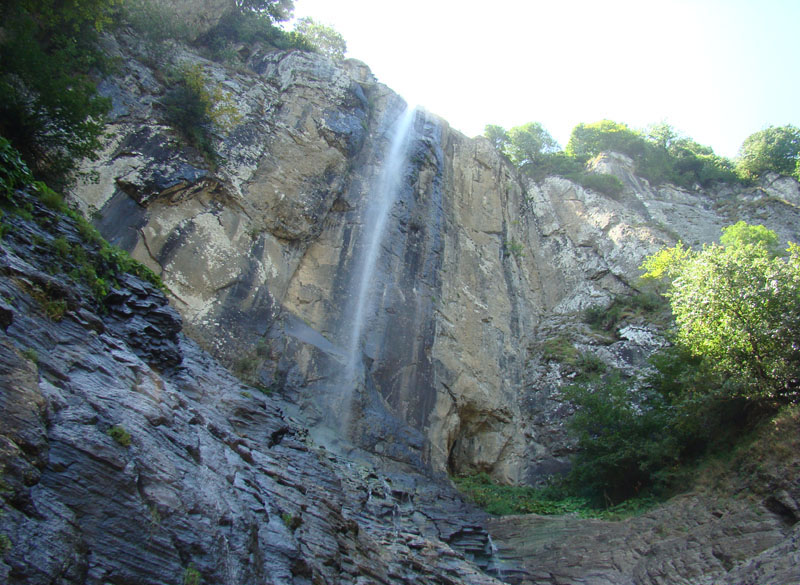
نمایی از آبشار لاتون